# Йокаста Валле
Йокаста Галет Валле Альварес (нар. 28 серпня 1992 року) — коста-риканська спортсменка, боксер-професіонал, народилася в Нікарагуа . Вона є чемпіонкою світу у двох вагових категоріях, вона володіє титулом IBF у першій мінімальній вазі з 2019 року.